# 中国铁路解放2型蒸汽机车
解放2型蒸汽机车（JF）的前身为南满洲铁道的Mikani形（ミカニ，意指Mikado第2型），是为了牵引大连 - 抚顺之间的煤运列车而研发的大功力货运机车。

## 历史
Mikani（ミカニ）型是美國機車公司早期製造單式三汽缸蒸汽機車，於1924年完工時進行完整的測試，當時引起鐵路業者注目。其動輪輪徑雖然只有1,370mm，但測試時車速卻能達到101.4km/h（63 mile/h）之高速（動輪轉速達392rpm）。Mikani（ミカニ）型也是南滿州鐵道最早的三汽缸、加裝自動加煤器以及機車運轉整備重量超過100噸之蒸汽機車。Mikani（ミカニ）型雖然性能優秀，但三汽缸蒸機車維修相當複雜，於1929年曾經計畫引進軸式2-10-2Sata（サタ）型過熱型蒸汽機車，不過該案流產，取而代之的是繼續增備11輛Mikani（ミカニ）。至1933年由於連續發生曲柄軸斷裂事故，研發Mikasi（ミカシ，即後來的解放4型）取代。
二戰結束時共有41輛Mikani（ミカニ）型，分布於大連埠頭局（35輛）、奉天鐵路局（6輛），1949年这些机车被中华人民共和国铁道部接收后，车型代号改为ㄇㄎ貳（MK2）型，於1959年改稱解放2型（JF2），編號範圍為2501～2550。戰後解放2型配屬於大连瓦房店機務段，運用於牽引多爬坡區間之重貨物機車。2525号车及2533号车于20世纪80年代有目击记录。目前2525号车在沈阳铁道博物馆静态展示。

## 生產概況
| 製造年 | 車號（-1938年4月） | 車號（1938年4月-1945年8月） | 車號（1949年10月-） | 製造廠   | 原廠製造番號 |
| 1924   | ミカニ 1600-1604   | ミカニ 1-5                  | ㄇㄎ2 2501-2505     | ALCO     | 65435-65439  |
| 1926   | ミカニ 1605-1608   | ミカニ 6-9                  | ㄇㄎ2 2506-2509     | 沙河口   |              |
| 1927   | ミカニ 1609-1613   | ミカニ 10-14                | ㄇㄎ2 2510-2514     | 沙河口   |              |
| 1927   | ミカニ 1614-1616   | ミカニ 15-17                | ㄇㄎ2 2515-2517     | 川崎車輛 | 1248-1250    |
| 1928   | ミカニ 1617-1620   | ミカニ 18-21                | ㄇㄎ2 2518-2521     | 汽車製造 | 1012-1015    |
| 1928   | ミカニ 1621-1626   | ミカニ 22-27                | ㄇㄎ2 2522-2527     | 沙河口   |              |
| 1929   | ミカニ 1627-1634   | ミカニ 28-35                | ㄇㄎ2 2528-2535     | 沙河口   |              |
| 1930   | ミカニ 1635-1637   | ミカニ 36-38                | ㄇㄎ2 2536-2538     | 沙河口   |              |
| 1931   | ミカニ 1638-1639   | ミカニ 39-40                | ㄇㄎ2 2539-2540     | 沙河口   |              |
| 1932   | ミカニ 1640        | ミカニ 41                   | ㄇㄎ2 2541          | 沙河口   |              |
| ------ | ------------------ | --------------------------- | ------------------- | -------- | ------------ |

## 備註
1. ↑  
依南滿州鐵道機車形式命名規則（適用於南滿州鐵道公司及該公司實際經營、控制之滿州國國鐵及華北交通公司），ミカ（發音為Mika）係指Mikado型（車軸配置2-8-2）之蒸汽機車。並以日文片假名イ（i）、ニ（ni）、サ（sa）、シ（si）、コ（ko）、ロ（ro）、ナ（na）、ハ（ha）、ク（ku）（為日文數字之發音或發音之字首）依序代表1～9號。例如：Mikai（ミカイ）為Mikado型機車第1型，之後以此類推。
關於車輛編號，依據南滿州鐵道於1938年頒佈之編號規則，車號範圍在1～500屬於南滿州鐵道所有車輛（社線）、501～1500屬於滿州國國鐵所有車輛（國線）、1500以上屬於華北交通所有之車輛。
2. ↑  坂上茂樹（大阪市立大学教授），鉄道車輌用ころがり軸受と台車の戦前･戦後史，第37頁，註40 （页面存档备份，存于）。
3. ↑  C53型蒸汽机车为日本铁道省三汽缸蒸汽機車，在1928年至1929年間製造97輛，後因構造複雜、維修不易，於1948年至1950年間廢車除役。ミカニ後繼車種ミカシ回復採用較簡單的二汽缸設計，C53型後繼車種亦回復採用二汽缸設計。
4. ↑   (PDF).   [2018-02-13]. （原始内容存档 (PDF)于2016-03-04）.
5. ↑  JF2 2501 to JF2 2550 （页面存档备份，存于）_Railography : Chinese Locomotive Lists